# Vážka v jantaru
Vážka v jantaru je druhým románem série Cizinka napsané Dianou Gabaldonovou. Hlavní postavou románu je zdravotní sestra Claire Randallová, narozená ve 20. století, a její manžel – válečník ze skotské vysočiny 18. století Jamie Fraser. Kniha spojuje prvky historické fikce, romantiky, dobrodružství, science fiction i fantasy. Tento díl zaznamenává Claiřinu a Jamieho snahu zabránit jakobitskému povstání, o němž Claire ví, že pro Skoty skončí katastrofou.
Televizní adaptace série, nazvaná Cizinka, měla premiéru v srpnu 2014. Brzy na to byla oznámena druhá série, založená na událostech odehrávajících se ve Vážce v jantaru.

## Děj

### Skotsko, 1968
Claire Randallová se vrátí do svého času, kde dvacet let žije se svým manželem Frankem. Po jeho smrti přivede svou dceru Briannu ke starému příteli, reverendu Reginaldovi Wakefieldovi, protože doufá, že jeho adoptovaný syn Roger by jí mohl pomoci zjistit, co se stalo s muži z Lallybrochu po bitvě u Cullodenu. Roger využije svoje oxfordské možnosti získat informace a najde důkaz, že se tito muži vrátili bezpečně domů. Pak doprovodí Claire a Briannu na starý hřbitov, kde hledají hrob Jonathana Randalla, Frankova předka. Přitom najdou také náhrobek Jamieho Frasera. Na stejném náhrobku je pak bez data také Claiřino jméno. U Rogera doma odhalí Claire Brianně a Rogerovi svůj skutečný původ. Brianna naštvaně odmítá matčině příběhu uvěřit, ale Roger je jím fascinovaný. Claire jim vypráví, jak pokračoval její příběh po skončení Cizinky.

### Paříž, 1744
Na konci Cizinky přesvědčí Claire Jamieho, aby zastavil jakobitské povstání a následné vraždění. Když se dozví, že se pretendent Stuart snaží získat peníze od francouzského krále Ludvíka XV., který jakobity podporuje. Proto Claire putuje do Paříže, kde Jamie využije obchod s vínem svého synovce Jareda, aby získal konexe mezi aristokraty, nezbytné pro spiknutí proti Stuartovi. Když se objeví Jonathan „Black Jack“ Randall, Jamie ho, navzdory svému slibu, že ušetří jeho život, aby zachránila jeho potomka Franka, vyzve na souboj a učiní ho impotentním. Claire přijde o svoje nenarozené dítě a je hospitalizována. Jamie je za souboj poslán do Bastily.

### Skotsko, 1745 a povstání
Claire Jamieho osvobodí, když se dohodne s francouzským králem Ludvíkem XV., oba ale musí opustit zemi. Ve Skotsku se znovu usadí ve farmářském životě na Lallybrochu s Jamieho sestrou Jenny a její rodinou. Jamie pak dostane dopis od Stuarta, v němž oznámí svůj záměr znovu převzít skotský trůn, pročež shromažďuje muže z Lallybrochu, aby se připojili ke Stuartově armádě. Narazí na ně mladý Lord John Grey, anglický zvěd. Ten si myslí, že Claire je jejich zajatkyní. Když se ji snaží zachránit, Jamie mu zlomí ruku, ale jeho život ušetří. Z tohoto setkání získá informace, které Skotům pomůžou zvítězit v bitvě u Prestonpansu. Povstání se ale stále blíží ke svému katastrofickému vyvrcholení u Cullodenu. Claire zjistí, že je znovu těhotná. Společně s Jamiem zvažují, že zabijí Stuarta, ale nakonec si to rozmyslí. Dougal MacKenzie však jejich rozhovor vyslechne, obviní Claire, že přesvědčila Jamieho, aby zradil vlastní lidi a pokusí se ji zabít. Nakonec ale umírá Jamieho rukou v jeho náručí. Jamie ví, že jakobité u Cullodenu prohrají a tak donutí Claire, aby se i s nenarozenou Briannou vrátila zpátky do vlastního času a ušetřil je tak následků bitvy. Sám se pak vydává do bitvy, kam si jde pro smrt.

### 1968, znovu
Claire dodává, že se vrátila zpět k Frankovi, který ale jejímu příběhu neuvěřil. Přesto trval na tom, že pomůže Briannu vychovat. Claire požádal, aby jí řekla svůj příběh až po jeho smrti. I Brianna odmítá příběhu své matky uvěřit. Claire požádá Rogera o pomoc, přičemž odhalí také jeho předky – Dougala MacKenzieho a Geilis Duncanovou. Claire Rogerovi přizná, že zatímco se skrývala v jeskyních na vysočině a čekala, až bude Jamie propuštěn z vězení, Dougal jí předal zprávu od Geilis, ve které stálo: „Nevím, zda je to možné, ale myslím si to.“ Následovala čtyři čísla: 1, 9, 6 a 8. Claire usoudila, že to naznačuje rok, kdy Geilis sama cestovala zpět v čase. Claire, Roger i Brianna jsou svědky toho, jak Geilis Duncanová alias Gillian Edgarsová zmizí skrz kamenný kruh na Craigh na Dun poté, co zabila svého manžela Grega. Roger pak informuje Claire, že Jamie u Cullodenu nezemřel.

## Přijetí kritikou
Publishers Weekly nazval Vážku v jantaru „nesmírně dlouhým a neodolatelně čitelným pokračováním Cizinky“. Poznamenal také, že kniha „líčí život před soudem, v divočině i na bojišti očima pevně smýšlejícíma a moderníma. Gabaldonová nabízí čerstvý a nekonvenční pohled na historii, orámovaný současnou problematikou hledání pravého otce Claiřiny dcery.“